# لو يبينغ
لو يبينغ (بالصينية: 吕丽萍) هي ممثلة صينية، ولدت في 3 أبريل 1960 ببكين في الصين. من الجوائز التي نالتها جائزة الحصان الذهبي لأفضل ممثلة رائدة ‏ سنة 2010.

## جوائز
- جائزة الحصان الذهبي لأفضل ممثلة رائدة [الإنجليزية]‏ (2010)

## وصلات خارجية
- لو يبينغ على موقع IMDb (الإنجليزية)
- لو يبينغ على موقع ألو سيني (الفرنسية)
- لو يبينغ على موقع أول موفي (الإنجليزية)
- لو يبينغ على موقع قاعدة بيانات الفيلم (الإنجليزية)
- لو يبينغ على موقع كينوبويسك (الروسية)